# Spit Bay
Die Spit Bay ist eine offene Bucht der Insel Heard im südlichen Indischen Ozean. Sie liegt zwischen der nordöstlichen Küstenlinie und der Nehrung Elephant Spit mit dem Spit Point, dem östlichen Ausläufer der Insel.
Ihr Name leitet sich von einer markanten Landzunge (englisch spit) ab, die das Süd- und Ostufer der Bucht bildet. Die Benennung erfolgte vermutlich durch US-amerikanische Robbenjäger, die hier ab 1855 der Robbenjagd nachgingen. Der Name ist danach auch auf britischen Seekarten zu finden.